# كيرت كونواي
كيرت كونواي (بالإنجليزية: Curt Conway)‏ مواليد 4 مايو 1915 في بوسطن، الولايات المتحدة - الوفاة 10 أبريل 1974 في لوس أنجلوس، هو ممثل أمريكي بدأ مسيرته الفنية سنة 1947. من أعماله فيلم هاد. امتدت مسيرته الفنية لأكثر من 27 عاما.

## روابط خارجية
- كيرت كونواي على موقع IMDb (الإنجليزية)
- كيرت كونواي على موقع قاعدة بيانات برودواي على الإنترنت (الإنجليزية)
- كيرت كونواي على موقع قاعدة بيانات الفيلم (الإنجليزية)